# Судіат Далі
Судіат Далі (малай. Sudiat Dali; нар. 20 лютого 1962, Сінгапур) — сінгапурський футболіст, який грав на позиції захисника. На клубному рівні грав у складі клубу «Гейланг Інтернешнл» у сінгапурських футбольних змаганнях, та клубі «Сінгапур ФА» у Кубку Малайзії. З 1984 до 1990 року грав у складі збірної Сінгапуру, в складі якої брав участь у домашньому фінальному турнірі Кубка Азії 1984 року, та Азійських ігор 1990 року.

## Футбольна кар'єра
Судіат Далі з 1984 до 1997 року грав у складі клубу «Гейланг Інтернешнл» у внутрішніх сінгапурських змаганнях, кілька разів ставав у його складі чемпіоном Сінгапуру та володарем Кубка Сінгапуру, та з 1985 до 1991 року в складі клубу «Сінгапур ФА» в розіграшах Кубку Малайзії.
З 1984 до 1990 року Судіат Далі грав у складі національної збірної Сінгапуру. У складі збірної футболіст у 1984 році брав участь у домашньому для сінгапурської збірної Кубку Азії, та у футбольному турнірі Азійських ігор 1990 року. Загалом у складі збірної футболіст зіграв 30 матчів, у яких забитими м'ячами не відзначився.